# Invandrare i Sverige (utställning)
Invandrare i Sverige var en vandringsutställning som producerades i två versioner av den statliga myndigheten Riksutställningar, i samarbete med Arbetsgruppen för invandrarfrågor. Den handlade om de problem som mötte de nya svenskarna i slutet på 1960-talet i Sverige, och vad som skulle kunna göras för att lösa dem. Den stora utställningen besökte 35 orter i Sverige 1968 till 1970.

## Bakgrund
Ursprunget till utställningen Invandrare i Sverige kom från en förfrågan från dåvarande Arbetsgruppen för invandrarfrågor. Gruppen vände sig till Riksutställningar för att få hjälp med att belysa situationen för migranter i Sverige i slutet på 1960-talet.
När vandringsutställningen Invandrare i Sverige skulle produceras hade Riksutställningar funnits som statlig försöksverksamhet i fem år. Den nya utställningen presenterades av Riksutställningars skolavdelning, som en ny giv för föreningen Konst i skolans medlemmar. Riksutställningar hade redan 1966 börjat samarbeta med Konst i skolan när den uppmärksammade vandringsutställningen Upptäcka – uppleva togs fram, vilket också kan sägas vara starten på myndighetens satsning på utställningsverksamhet riktad mot barn.

Så här formulerade sig Marita Lindgren-Fridell, förste intendent vid Riksutställningar, när hon vill förklara för folkhögskolorna hur samarbetet såg ut mellan Riksutställningar och föreningen Konst i skolan:
/.../Enligt uppgörelsen mellan Konst i skolan och Riksutställningar skall utställningarna inte endast utgöras av konstutställningar eller bildsamlingar och studiematerial som behandlar konst utan också andra aktuella och lämpliga ämnen. Dessa utställningar/studiepaket skall inte blott anknyta till undervisningen i teckning etc utan också till samhälls- och naturorienterande ämnen i skolan./.../
Riksutställningar hade efter de första fem åren fått en delvis ny inriktning än tidigare, traditionella utställningsformer började ifrågasättas och nya metoder och tekniker diskuterades. Marita Lindgren-Fridell:
Riksutställningars uppgift f.n. är att bedriva olika typer av försök och experiment. Dels söker man göra utställningar av betydligt mindre format än tidigare, dels ge andra innehåll än de traditionella konstutställningarnas. Den nu erbjudna utställningen ”Invandrare i Sverige” är just ett sådant försök./.../

## Tema
Invandrare i Sverige skulle vara ett utställningskoncept ”av informativ karaktär och vända sig till en svensk publik”. Målsättningen var att bidra till:
- Större förståelse för de typer av problem som kunde drabba de som kom som nyanlända till Sverige vid tidpunkten.
- Bättre information och minskning av olika former av fördomar.
- Ömsesidig kontakt mellan invandrare och svenskar.[5]

Förhoppningen var dessutom att utställningen skulle bidra till diskussioner och gruppstudier i ämnet.

## Produktion
Invandrare i Sverige var en vandringsutställning som hade som målsättning att ge en reportagemässig bild av de dåvarande invandrarnas situation i Sverige – ”deras arbetssituation, bostadsproblem, språksvårigheter och kulturella isolering”. Frågor ställdes om orsaken till att de hamnade i Sverige, de attityder som mötte dem från svenskarna. Samma ämnen berördes i en stillfilm, som hade producerats av Arbetsgruppen för invandrarfrågor, och som ingick i utställningen.
Utställningen ställde upp följande ”problem” i punktform, som den sade sig vilja granska – citat ur utställningsplaneringen:
1. Invandrarnas betydelse för svenskt näringsliv.
2. Hur många invandrare finns? Olika typer av invandrare. Varifrån kommer de, hur fördelar de sig på olika länder?
3. Varför emigrerar de till Sverige? Fakta om resp. länders arbetsmarknader. Andra än ekonomiska skäl till emigrationen.
4. Svensk invandringspolitik idag. Hur kommer invandrarna hit? Informationskontoren i Rom, Ankara. Fri resp. reglerad invandring. Arbetstillstånd.
5. Invandrare i Sverige. Anpassningsproblem, deras sociala och ekonomiska situation, svårigheter med språk, mat, arbete, klimat, isolering. Invandrarnas egna organisationer.
6. Att arbeta i Sverige. Vilka yrken väntar invandrarna? Hur stor är deras rörlighet på arbetsmarknaden? Vilken utbildning har de när de kommer hit? Kan de vidareutbildas i Sverige? Avancerar de inom arbetet?
7. Vad gör vi för invandrarna? Vilka gör något respektive underlåter att göra något? Vad kan man kräva av arbetsgivarna, fackföreningarna, kommunerna? Språkundervisning, upplysningsbyråer, bibliotek och annan service.
8. Hur ser invandrarna på Sverige och svenskarna och vad säger svenskarna om invandrarna? Axplock ur vetenskapliga attitydundersökningar.
9. Organisations-Sveriges (LO:s, Arbetsgivarföreningens, Arbetsmarknadsstyrelsens) syn på invandringen.
10. Nya sociala, kulturella och ekonomiska problem för det svenska samhället. Vilken risk ligger i att invandrarna så ensidigt rekryteras till låglöneyrken? Religiösa och etniska minoriteter. Assimilation eller integration?
11. Invandrarnas betydelse för svenskt kulturliv.[7]

Innehållet i Invandrare i Sverige bestod till stor del av bilder som skildrade de nya svenskarnas situation – bland annat ett 40-tal bilder ur tidningarna Dagens Nyheters och Expressens arkiv.
Invandrare i Sverige kom att tillverkas i två versioner: en miniupplaga och en stor version, som var originalet. Den stora upplagan tillverkades i ett exemplar och den nedskalade i 400 exemplar. Den stora versionen kallades internt för ”Version 2”. Syftet med den förklarades så här av Riksutställningar:
/.../Den skulle till skillnad från den information som tidningar och tv kunde ge i samma frågor skapa ett socialt rum, där kontakter kunde knytas mellan svenskar och invandrare. Denna senare målsättning kom att påverka utställningens fysiska utformning samt vara drivkraften bakom det förhållandevis stora arbete som lades ner på att initiera programverksamhet kring utställningen.

### Stor utställning
Den stora utställningen bestod av 17 skärmar i storleken 1 gånger 2 meter med bilder på båda sidor. Skärmarna fästes vid varandra med beslag i över- och underkant. I utställningen ingick en annonspelare med en rund bokhylla. I bokhyllan fanns ett låst skåp med en kassettbandspelare av märket Tandberg med ett band som spelade musik från olika länder. I ett rödmålat fack ovanpå bokhyllan fanns en katalog på sex olika språk: svenska, finska, tyska, italienska, grekiska, serbokroatiska. I facket fanns publikationen (pocketboken) Invandrare, som bestod av 24 uppsatser på 80 sidor kring ett antal bilder i utställningen Invandrare i Sverige. Priset var en krona och betalningen lades i en sparbössa som stod i bokhyllan. Invandrare beskrevs så här av Riksutställningar: ”En/.../bok med avsiktligt tillspetsade uppsatser om invandrarnas situation och svensk invandringspolitik redigerades av en tjänsteman vid Riksutställningar”. Avsikten med boken var att ”ge en väckande och engagerande introduktion till utställningen”. Den lilla boken fungerade också som en utställningskatalog med viss information om utställningen.
Uppsatsförfattarna: Olaf P. Bergren, Per Gahrton, Tomas Hammar, Holger Hammarberg, Thomas Hammarberg, Ulla Hedén, Lars Erik Hedin, Joachim Israel, Tellervo Kelen, Sven Nordlund, Rolf Ohlsson, Gunnar Persson, Sven Alur Reinans, Björn Runeborg, Rune Rydén, Leena Sparring, Harald Swedner, Olle Svenning, Alexandros Theodoridis, Gun Zacharias, Eskil Wadensjö, Michael Wächter, Kjell Öberg.
Till utställningen hörde också 10 pallar. Allt fraktades i 8 specialtillverkade lådor som transporterades på lastbil.
Utställningsaffischen gjordes i två storlekar, 50 gånger 70 centimeter och 35 gånger 50 centimeter. Den större affischen kunde beställas gratis i högst 100 exemplar med lokalt tryck och fler utan tryck. Den mindre affischen var inte avsedd för lokalt tryck och kunde beställas gratis i obegränsat antal. Med Invandrare i Sverige följde också ett studiematerial som var avsett för elever på högstadiet och gymnasiet, men också studiecirklar. Materialet var gratis och kunde beställas i så många exemplar som önskades.
De lokala utställarna fick också förslag på olika former av kringaktiviteter som kunde arrangeras i anslutning till utställningen, bland annat olika föredrag och diskussioner, teater och film.

#### Produktionsgruppen stora utställningen
- Producent/ansvarig manus: journalisten Ingmar Forsström, baserat på intervjuer som han hade gjort med representanter för bland annat Arbetsmarknadsstyrelsen, Skolöverstyrelsen, dåvarande Utlänningskommissionen och universitetsinstitutioner som forskade i ämnet. Han höll också kontinuerlig kontakt med Arbetsgruppen för invandrarfrågor.[18][19]
- Producent/ansvarig layout: grafiska formgivaren Britt Marie Hallbert.
- Teknik: utställningssystemet ritades och tillverkades i Riksutställningars ateljé. Där utfördes också monterings- och dekorationsarbeten.
- Fotografiskt arbete: Royal Reklamfoto Stockholm.[20][19]

### ”Engångsutställning”
Den lilla versionen (miniupplagan) kallades ”Version 1” och var en komprimerad variant av den stora – nedkrympt till femtedels skala. Den kallades också för ”engångsutställning” eftersom den fick behållas av den lokala utställaren. Meningen var att det kompakta formatet skulle göra den lilla versionen lättare att hantera och fungera i mindre utställningslokaler. Det var Riksutställningars första tryckta utställning och var en tvådimensionell text- och bildkonstruktion i två färger, som skulle passa för tryck. Den fick senare en uppföljare i den omdebatterade vandringsutställningen Miljö för miljoner, som producerades av Riksutställningar 1970.
Invandrare i Sverige i miniversion utfördes i silkscreentryck på 4 pappskärmar, som sattes samman med tejp och ställdes på högkant. Totalt 400 exemplar tillverkades, avsedda för att säljas och skickas i varsin pappkartong via post. Pris per styck var 100 kronor och då ingick de sexspråkiga foldrar som hade producerats till den stora utställningen, plus studiematerialet. Konstruktionen arbetades fram ”i stor hast” och det ledde till kritik från de lokala utställarna. Resultatet hade blivit ”för liten skala i text och bild och dålig stadga i skärmarna”. Ostadigheten minskades senare genom att använda trästöd. Utställningens lilla format gjorde den lämplig att användas på skolor, filialbibliotek, studielokaler, bankfoajéer och Systembolaget, enligt Riksutställningar. 5 exemplar turnerade på militärbibliotek under hösten 1968.

## Turné
Vandringsutställningen Invandrare i Sverige visades på 35 orter i södra delen av Sverige under åren 1968 till 1970.
I Stockholm visades den i Stockholmsterrassen vid Sergels torg. Antalet besökare under knappt tre veckor beräknades till cirka 30 000 personer, enligt Riksutställningars egen rapport, ifylld av de lokala arrangörerna. Ett hopvikbart program – i miniformat – hade tryckts upp. Det innehöll ett 50-tal punkter, som sträckte sig från 11 till 29 oktober. Programmet innehöll öppning av utställningen av finansborgarrådet P-O Hansson, Dr. Gunnar Vestin, rektor Kurt Samuelsson, med sång av operasångerskan Busk Margit Jonsson, uppvisning av Internationella folkdanslaget och en föreställning av Fickteaterns Människan i stan. Följande veckor innehöll bland annat (enligt programmet) musikstunder med tyska ballader och danser, neapolitanska och grekiska sånger, jugoslavisk och turkisk folkmusik, men också barnteater, visning av Vera Nordins film Stor, liten man och olika former av föredrag och diskussioner på temat Sverige och andra kulturer. Alla evenemang i programmet var gratis. Huvudarrangör var Stadskollegiets Reklamkommitté. Medarrangörer: Stadskollegiets utlänningsutredning, Stockholms läns Bildningsförbund, Arbetsgruppen för invandrarefrågor, Riksutställningar, Stockholms folkbildningsorganisationers samarbetskommitté och Stadsbiblioteket.
Här nedan följer turnéplanen för den stora versionen av vandringsutställningen Invandrare i Sverige.

### 1968
- Västerås 19/9-5/10
- Stockholm 11/10-29/10
- Örebro 1/11-8/11
- Hallsberg 10/11-15/11
- Degerfors 16/11-22/11
- Hällefors 23/11-30/11
- Karlstad 4/12-31/12

### 1969
- Göteborg 10/1-19/1
- Uddevalla 8/2-22/2
- Borås 27/2-13/3
- Skövde 23/3-3/4
- Norrköping 10/4-26/4
- Varberg 3/8-24/8
- Oskarström 25/8-31/8
- Halmstad 1/9-9/9
- Laholm 10/9-12/9
- Varberg 17/9-23/9
- Helsingborg 3/10-10/10
- Trelleborg 17/10-23/10
- Landskrona 24/10-2/11
- Kristianstad-Bromölla 3/11-9/11
- Simrishamn 10/11-16/11
- Malmö 17/11-5/12

### 1970
- Lessebo 9/1-12/1
- Växjö 14/1-16/1
- Alvesta 19/1-23/1
- Ljungby 24/1-25/1
- Älmhult 25/1-30/1
- Olofström 6/2-10/2
- Karlshamn 12/2-16/2
- Ronneby 18/2-25/2
- Västervik 27/2-5/3
- Nybro 6/3-15/3
- Uppsala 20/3-12/4
- Eskilstuna 15/5-7/6

Utställningen avslutades.

## Reaktioner
Reaktionerna på de platser där Invandrare i Sverige visades blev blandade. Här är några av de reaktioner som förmedlades av de lokala utställarna:
- Simrishamn: ”Katalogen mycket bra. Utställningen en besvikelse, helt inaktuell, ickebelysande och rörig.”
- Lessebo: ”Egna: Bra utställning som uppskattades. Vi fick god kontakt mellan infödingar och invandrare. Informationsmaterial och kataloger gav mycket god information. Skolans: Uppskattades av samtliga lärare: speciellt stillfilmen ”Ny i Sverige” som information. Studiefolders för bearbetning var bra. Invandrarna: Uppskattade utställning och arrangemangen.”
- Alvesta: ”Gick delvis över huvudet på högstadieeleverna enligt en lärare.”
- Olofström: ”Utställningen var säkert väl menad, men blev för mastig. Ingen gav sig tid till att läsa texterna på alla skärmarna. Och en del invandrare kom och frågade: ’Varför står det bara på svenska’. Jag tror utställningen hade vunnit i PR-värde om texterna hade varit korta, slående och översatta till de 4-5 vanligaste invandrarspråken. Likaså borde ljudbandet till filmen Ny i Sverige varit flerspråkigt.”

Så här skildrades Invandrare i Sverige i några av landets dagstidningar, i den ordning de publicerades:

### ”Vi är ’djävla utlänningar’ för alla dem”
Dagens Nyheter, Dagens Nyheters Västeråsredaktion, 1968-09-28:
I dag är en invandrare och en infödd svensk i teorin, men inte i praktiken likställda på arbets- och bostadsmarknaden, konstateras på utställningen ”Invandrare i Sverige”, som på torsdagen invigdes av statsrådet Alva Myrdal i Västerås. Statens försöksverksamhet med Riksutställningar, som sorterar under Utbildningsdepartementet, arrangerar expon i samarbete med ABF. Den omfattar ett 30-tal skärmar med bilder och text om invandrarna och deras problem. En rad av våra mest kända dagspressfotografer svarar för bildmaterialet. Från Västerås går expon närmast till Stockholm och fortsätter sedan ut över landet. Att rikspremiären förlagts till Västerås motiveras av att Västeråsområdet är en av Sveriges största invandrarregioner. Hos Asea finns t ex ett 40-tal olika nationaliteter och stadens största fackförening, Metalls avdelning 20, redovisar ett 20-tal nationaliteter. /.../Ingmar Forsström och Britt-Marie Hallbert har producerat expon, som påpekar bristen på jämlikhet mellan svensken och invandraren./.../På utställningen får besökarna besked om vad som görs från statens sida för att underlätta invandrarens anpassning till det svenska samhället./.../Expon ger också några korta axplock ur en vetenskaplig attitydundersökning om hur invandrarna ser på Sverige och svenskarna. Ett par exempel: – I början ångrade jag mig hemskt, säger en italiensk emigrant, men så tvingade jag mig kvar och nu trivs jag jättebra! En annan italiensk röst: – Svenskarna är mycket ovänligt inställda mot oss. Vi är ”djävla utlänningar” för alla dem./.../

### Ställer till bråk i Borås
Borås Tidning, 1969-02-18:
Lång diskussion och votering föregick dk-beslutet på måndagskvällen om anslag till en utställning ”Invandrare i Sverige”, som skall komma till Borås i slutet av månaden. Dk beslöt anslå 1.500 kr. för ändamålet, men dk:s majoritet beslöt uttala, att staden inte tar något ansvar för det utställda materialet, där det bl. a. om textilindustrin lär sägas, att utlänningar utnyttjas av en del arbetsgivare att fylla på fallfärdiga låglöneföretag./.../Enligt utställningsmaterialet diskrimineras utlänningarna både av arbetsgivarna och fackföreningarna./.../I en kommentar framhåller hr Axel Uno Nylander, att i utställningen framförs en rad onyanserade uttalanden, som kan anses kränkande för svenska domstolar, svensk socialvård och inte minst textil- och konfektionsföretagare i Borås.

### Väcker inte ”någon som helst uppmärksamhet” – innan Borås
Aftonbladet, 1969-02-21:
En dikt har stoppat ”invandrarutställningen” i Borås. Utställningen har vandrat runt till nio städer i Sverige utan att väcka någon som helst uppmärksamhet. Men drätselkammaren i Borås sa först ja och sen nej. Det var när man fick läsa dikten som ni ser här intill. Dikten är skriven av Ingmar Forsström och ingår i en av utställningens böcker, ”Invandrare”. De borgerliga i Borås känner sig träffade av diktens åsikter att företagen utsuger arbetarna. Borås är en utpräglad invandringsort där det ska talas tyst om invandrarnas problem. Utställningen har velat skapa en opinion kring problemet. Boken ”Invandrare” har getts ut med stöd av skolöverstyrelsen och en rad andra statliga organisationer./.../Men det är inte bara Ingmar Forsströms dikt som de borgerliga i dk vänder sig emot. De tycker illa om det mesta där det påpekas att invandrarna har det svårt på arbetsmarknaden. Amanuens Gunnar Persson skriver bl a: ”Som svensk söker du ett arbete där din utbildning och yrkeserfarenhet utnyttjas. Som utlänning placeras du i ett”. Den artikeln är svartlistad av de borgerliga./.../Ledamoten i dk, direktör Axel Uno Nylander (m), säger till Aftonbladet: – Det är många tvivelaktiga idéer som förs fram i boken och som får stå oemotsagda. Det hela är mycket onyanserat. Alla arbetsgivare utpekas som utsugare och fackföreningarna som illojala. En sådan här utställning skadar oss. Det är därför vi inte vill ta ansvaret för den. – Dikten tycker vi är direkt opassande, eftersom den vänder sig direkt mot TeKo-industrierna (textil och konfektion)./.../

### ”Unik i sitt slag i Sverige”
Helsingborgs Dagblad, 1969-10-04:
En vandrande utställning med mottot ”Svenska för invandrare”, har nått Helsingborg och Jacob Hansens hus. Huvudarrangör för evenemanget är ”Statens försöksverksamhet för riksutställningar”./.../Utställningen är unik i sitt slag i Sverige och det första trevande steget på utställningsfronten kontra invandrarefronten./.../Utställningen är framarbetad av Ingmar Forsström och Britt-Marie Hallbert och syftet är att försöka få människor att fundera en smula över de olika problemen i samband med invandringen. Man har dragit en fyndig parallell mellan utvandringen från Sverige till Amerika under 1800-talet och dagens invandrare till Sverige. Parallellen är slagkraftig och ger direkta begrepp på området. Förutom den intressanta utställningen i sig, kommer man att inbjuda till paneldebatt med riksdagsman Sten Sjöholm som debattledare. /.../Utställningen är ny i sitt slag i Sverige och har blivit mycket uppmärksammad på de ställen, den dragit fram./.../Naturligtvis önskar man att utställningen skall ge eko och efterverkan. Vi svenskar har fått våldsamt många klagomål från våra invandrare på kort tid, så det vill kanske till, att vi ändrar lite på oss. Tänk om vi inte är bäst, när allt kommer till kritan...

### Tema som ”berör hela nationen”
Skånska Dagbladet, 1969-10-21:
”Invandrare i Sverige”, den utställning som distribueras genom Riksutställningars försorg och som nu finns till beskådande på ABF:s lokaler, Västergatan i Trelleborg, är verkligen angelägen. Utställningen behandlar ett tema, vilket berör hela nationen, men som även har internationella aspekter./.../För en ort som Trelleborg, där det finns ett flertal olika utländska kolonier eller grupper av utlänningar, är denna utställning särskilt värdefull. Det finns all anledning för varje trelleborgare att göra ett besök på ABF:s studiehem. För tjänstemän i stadens förvaltningar borde ett besök vara självklart. Samma sak gäller också skolorna./.../

### Löser inga problem, men antyder var de finns
Sydsvenska Dagbladet, 1969-11-19.
Visste ni att det vid nyåret fanns 13 859 i Malmö mantalsskrivna invandrare och att det totala antalet torde vara 20 000? Att det finns många svenska industrier som inte kunde drivas i nuvarande omfattning, om ens alls, utan den utländska arbetskraften. Att invandrarna – totalt har vi en halv miljon sådana i Sverige – därigenom bidrar till den höga svenska standarden och välståndet. Det bör uppmärksammas kanske främst av dem vars inställning till invandrarna inte är vad den borde vara. Som kan ge prov på åtgärder och attityder som sannerligen inte gör det lättare för invandrarna att anpassa sig i det nya hemlandet. Mellan den 18 november och 4 december anordnas på Malmö stadsbibliotek utställningen ”Invandrare i Sverige” som är producerad av Riksutställningar. I anslutning till utställningen kommer det också att bli debatt i ämnet samt tre kontaktkvällar för svenskar och invandrare. Syftet med dessa och utställningen är att få oss att förstå de stora svårigheter olika invandrargrupper kämpar med, när de kommer till vårt land./.../Utställningen löser inga problem, men genom en närmast reportagemässig serie glimtar från invandrarnas vardag antyder den var problemen finns och i någon mån vad som gjorts för att lösa dem./.../

### ”Lämnar ett stilla äckel efter sig”
Upsala Nya Tidning, 1970-04-10:
Har man varit tveksam tidigare så är man efter att ha sett utställningen Invandrare i Sverige övertygad att vårt land är det bästa på jorden. Sverigehyllningen lyser igenom så att den, från internationell utgångspunkt, lämnar ett stilla äckel efter sig. Utställningen avser emellertid att angripa denna Sverige-etnocentricism och underlätta för invandrarnas anpassning. Det finns dock en risk att den istället motverkar sina syften. Utställningen, som kommer från Riksutställningar och visas i Upplandsmuseet är rätt så bra men kunde ha närmat sig problemet från en annan utgångspunkt. Nu finns inga uppgifter om vad denna invandring betyder för invandrarnas hemländer./.../Invandrare i Sverige verkar vid första påseendet virrig. Extra svårt är det för de invandrare, som ser utställningen och som svårligen förstår textuppgifterna. Virrigheten förstärks i utställningshallen av att skärmarna står som en lång orm efter golvet. Golvutrymmet hindrar kanske ett mer fantasifullt arrangemang, där skärmarna t ex stått utspridda likt bänkarna på en arenateater. Det skulle gett bättre överskådlighet. Den som arbetar sig genom alla texterna och studerar alla bilderna får dock en god information om främmande arbetares mångfasetterade konfrontationer med Sverige, svenska arbetare och arbetsgivare./.../Men utställningen visar också att vår invandrarpolitik har mera mänskliga aspekter. Språkträningen, fritidsgårdarna, studieförbunden, kyrkan och i någon mån Sveriges Radio bidrar till att bryta isoleringen../.../Riksutställningar har med tiden lärt sig en ganska föredömlig teknik, då det gäller de tekniska arrangemangen. Utställningen består av stora collage som fotografiskt förstorats och lagts på oömma skärmar. Den kan sedan placeras ut nästan hur som helst./.../Tyvärr dominerar porträtt, som ju är bland de bilder som är lättast att ta, men som säger mycket lite. Det visar hur en människa ser ut i ett givet ögonblick men säger inte någonting om hur den människan lever, hur hon bor, vad hon sysslar med osv. Det skulle också ha varit förnämligt med fler bilder av aktivitet./.../

### Kallifatides men inga ”nysvenskar”
Västernorrlands Allehanda, 1971-11-13:
/.../På biblioteket var det samling kring Riksutställningars miniutställning ”Invandrare i Sverige”. Där talade Theodor Kallifatides lågmält om invandrarproblem. Och de som kommit för att höra på eller delta i dialogen var precis just de som redan är införstådda, skolelever och unga akademiker. Kallifatides hade säkert hoppats på att få möta många av de andra, av de som ser invandringen enbart som ett praktiskt problem som mer eller mindre automatiskt regleras av förhållandena på arbetsmarknaden. Man talar ofta om de ”nya svenskarna” och menar då att problemen skall lösas av sig själva när invandrarna acklimatiserat sig. Det är inte många som tänker på att snart var tionde invånare i Sverige är utlänning. Och vad Theodor Kallifatides far runt landet och talar med svenskar om är att man inte får glömma att invandrarna lämnat sitt land, sina släktingar och vänner, sina traditioner och i de flesta fall även sin religion. Genom att underlätta för invandrarna att behålla sina traditioner skulle de leva lyckligare och även kulturellt berika sitt nya fosterland. Theodor Kallifatides är uppmärksammad bl.a. för sina böcker diktsamlingen ”Minnet i exil” romanen ”Utlänningar” och nu den senaste diktsamlingen ”Tiden är inte oskyldig”. Han har också medverkat vid utformningen av texterna till skärmutställningen som visas på biblioteket./.../

## Ekonomi
Ekonomiska utställningsfakta:
- Totalkostnaden för vandringsutställningen Invandrare i Sverige beräknades till 130 000 kronor.[35]
- Vandringsutställningen Invandrare i Sverige kostade 90 till 100 kronor att beställa. Tillkom gjorde moms och kostnader för frakt.[36]
- Kostnaden för översättning av utställningsfoldern till fem andra språk än svenska bekostades av Riksutställningars samarbetspartner, Arbetsgruppen för invandrarfrågor.
- Mottagaren av den stora utställningen – den lokala utställaren – betalade som regel 500 till 750 kronor i hyra.[37]